# Rick Brewer
Pour les articles homonymes, voir Brewer.
Ricky « Rick » John Brewer est un marchand et un homme politique canadien, anciennement député libéral de Miramichi-Sud-Ouest à l'Assemblée législative du Nouveau-Brunswick ainsi que ministre.

## Biographie
Rick Brewer est né à Zealand, dans la Paroisse de Bright au Nouveau-Brunswick. Il est l'aîné et le seul fils des sept enfants de Richard C. Brewer et Emma Hanson. Son épouse se nomme Ruth et est originaire d'Iquitos, au Pérou. Le couple a deux enfants, Dwayne Brewer et Raquel Adams, ainsi que deux petits-enfants.
Rick Brewer travaille dans le commerce durant plus de 26 ans, d'abord dans le commerce de gros chez Willett Foods puis chez The Food Group Inc. Il passe ensuite au commerce de détail en tant que gérant puis surveillant d’une chaîne de dépanneurs du centre du Nouveau-Brunswick appartenant à P.E. Drummond Ltd. Il est actuellement propriétaire, avec sa femme Ruth, du Taxis River Convenience Store, situé à Boiestown dans Upper Miramichi.
Il est élu député de Miramichi-Sud-Ouest en tant que libéral à l'Assemblée législative du Nouveau-Brunswick le 9 juin 2003, lors de la 55e élection générale. Comme membre de la 55e législature du Nouveau-Brunswick, il siège au Comité permanent de l’ombudsman et du Comité spécial de l’éducation. Membre de l'Opposition officielle, il est aussi porte-parole dans les domaines liés au ministère de l’Approvisionnement et des Services et siège comme remplaçant au Comité spécial de l’approvisionnement en bois en 2004.
Rick Brewer est réélu dans la même circonscription le 18 septembre 2006, lors de la 56e élection générale. Comme membre de la 56e législature, il est nommé whip du gouvernement par le nouveau premier ministre Shawn Graham en octobre 2006 et siège au Comité des corporations de la Couronne, au Comité des prévisions budgétaires, au Comité de modification des lois et au Comité des comptes publics. Il préside aussi le Comité des hauts fonctionnaires de l’Assemblée. Il est assermenté à titre de membre du Conseil exécutif le 12 novembre 2008 et nommé ministre des Ressources humaines et ministre responsable du Secrétariat des Affaires autochtones.
Il est candidat à sa succession lors de la 57e élection générale, qui se tient le 27 septembre 2010, mais n'est pas réélu.
Il a été animateur et cuisinier à des camps de jeunes au Nouveau-Brunswick et au Québec. Il est catéchiste depuis plus de 25 ans et a aussi été pasteur adjoint à l’église Life Tabernacle de Fredericton. Il aime chanter et il le fait régulièrement à son église ainsi que dans les activités de sa communauté.